# NPO Saturn
NPO Saturn (rusky НПО Сатурн) je ruský výrobce leteckých motorů se sídlem v Rybinsku. Firma vznikla v roce 2001 sloučením podniků Rybinsk Motors a Ljulka-Saturn. Ljulka-Saturn byla pojmenována po svém zakladateli Archipu Michajloviči Ljulkovi.
Podnik vyrábí proudové motory různých typů pro vojenské a civilní letouny, dále stacionární jednotky jako plynové turbíny a lodní motory. Má také padesátiprocentní podíl ve společnosti Powerjet spolu s francouzskou společností Safran Aircraft Engines (dříve Snecma). Powerjet vyrábí motory SaM 146 pro dopravní letadla Suchoj Superjet 100.
Rybinsk Motors vznikla 20. října 1916 jako automobilová pobočka Renaultu v Rusku. V roce 1917 začala vyrábět letecké motory pro letoun Ilja Muromec. V roce 1918 byla znárodněna.
Rybinsk byla původně známá jako konstrukční kancelář Kolesov. P. A. Kolesov převzal organizaci od V. A. Dobrynina, který ji založil na přelomu 30. a 40. let. Pod Kolesovovým vedením zde vznikly motory pro nadzvukový bombardér Mjasiščev M-50, Tupolev Tu-22, motory RD-36-35FVR pro kolmo startující letoun Jakovlev Jak-38 Forger, RD-36-51A pro dopravní nadzvukový letoun Tupolev Tu-144SST, motory RD-36-51V pro Mjasiščev M-17 Mystic a motory pro další kolmo startující letoun Jakovlev Jak-141 Freestyle.